# Rafael Santa Cruz
Rafael Santa Cruz, né le 29 septembre 1960 à Lima et mort le 4 août 2014 dans la même ville) est un musicien et un acteur péruvien. Il est réputé pour sa maîtrise du cajón, un instrument de percussion inventé par les esclaves afropéruviens.

## Biographie
Rafael Santa Cruz est le fils du torero Rafael Santa Cruz (1928-1991) et le neveu du musicien Nicomedes Santa Cruz et de la chorégraphe Victoria Santa Cruz, précurseurs de la reconnaissance de la culture afro-péruvienne.

### Musicien
Il commence sa carrière musicale à la fin des années 1980 en formant avec son frère Octavio un duo qui se produit jusqu'aux années 2000. Individuellement, il participe à de nombreux concerts et enregistrements. Il crée le Festival international du cajón péruvien en 2008 et le dirige jusqu'à sa mort. Il est également l'auteur du livre-CD El cajón afroperuano (2004) et présente de nombreuses conférences et ateliers sur cet instrument, sur le folklore, les traditions orales, l'interculturalité, l'identité, la discrimination, etc. Depuis 2011, il enseigne le cours «Panorama de la musique péruvienne» à l'École de musique de la Faculté d'art contemporain de l'Université péruvienne de sciences appliquées. Il est également professeur de cajón à l'Université catholique du Pérou depuis 2000.

### Acteur
Comme acteur, Santa Cruz participe à diverses telenovelas, joue au théâtre et dans le long métrage Reportaje a la muerte. Il est le premier comédien afropéruvien à tenir un rôle principal dans une série télévisée.

## Discographie
Avec Los Hermanos Santa Cruz & Afroperú
- Eribo Maka Maka (1991)
- Sin Límites (1992)
- Afroperú (1995)
- Hermanos Santa Cruz Grandes Éxitos (2000)

## Telenovelas
- Natacha
- Milagros
- La Rica Vicky
- Amor Serrano
- Los del Solar
- Qué buena raza
- Eva del Edén
- Condominio SA

## Théâtre
- Tetralenon
- Sueño de una noche de varano
- Made in Perú